# یواس‌اس بوفورت (ای‌تی‌اس-۲)
یواس‌اس بوفورت (ای‌تی‌اس-۲) (به انگلیسی: USS Beaufort (ATS-2)) یک کشتی بود که طول آن ۲۸۳ فوت (۸۶ متر) بود. این کشتی در سال ۱۹۶۸ ساخته شد.